# Otrona Attache
Otrona Attache (Attache) је био преносиви рачунар, производ фирме Otrona који је почео да се израђује у Сједињеним Америчким Државама током 1982. године.
Користио је Zilog Z80A на 4 MHz као централни микропроцесор а RAM меморија рачунара Attache је имала капацитет од 64 KB. 
Као оперативни систем кориштен је CP/M.

## Детаљни подаци
Детаљнији подаци о рачунару Attache су дати у табели испод.
|                       |                                                                    |
| [ 1 ]                 |                                                                    |
| Произвођач            |                                                                    |
| Тип                   | преносиви рачунар                                                  |
| Меморија              | 64 KB                                                              |
| Поријекло             | Сједињене Америчке Државе                                          |
| Година                | 1982                                                               |
| Тастатура             | компактна тастатура са пуним помаком тастера (QWERTY)              |
| Процесор              | на 4                                                               |
| Фреквенција процесора |                                                                    |
| RAM                   | 64 KB                                                              |
| ROM                   | 4 KB                                                               |
| Текст                 | 80 x 24                                                            |
| Графика               | 320 x 240                                                          |
| Боја                  | не (монохроматски уграђени 5,5 инчни показивач са катодном цијеви) |
| Звук                  | 8 канални Sony S-SMP, 3 канални Sony/Nintendo S-DSP                |
| Димензије             | 12 x 5,75 x 13,6 инча / 19 фунти                                   |
| Портови               |                                                                    |
| Оперативни систем     |                                                                    |